# Civita Castellana
 Civita Castellana  és una comuna d'Itàlia situada a la província de Viterbo, a la regió del Laci, al centre de la península italiana. La ciutat es troba a 65 quilòmetres de distància de la ciutat de Roma, a 40 de Viterbo ia 10 quilòmetres al nord-oest de la muntanya Soratte. Des juny de 2004 el seu alcalde és Massimo Giampieri, que compleix el seu segon mandat.
| «                                                | La ciutat està construïda en toba volcànica, en la qual em va semblar percebre fragments de cendra, pedra tosca i lava. Bella vista del castell: el Mont Soratte, una massa de pedra calcària que probablement forma part de les muntanyes dels Apenins, que es troba sol i pintoresc. Les zones volcàniques dels Apenins són molt més baixos, i només els rius, per terra, els turons es tallen en les formes, la creació meravellosa de toba, pedres i roca en un paisatge de ruptures i fractures | » |
| — .Johann Wolfgang von Goethe,Italienische Reise | |   |

En contra del que es pugui intentar deduir de l'epítet que forma part del nom de Civita Castellana, aquest no té cap relació amb Castella sinó que el va rebre pel fet d'estar constituïda per una fortalesa-castell, habent-hi referències de l'ús d'aquest nom des de l'any 994, molt abans que Castella pogués tenir cap mena d'interès a la península Itàlica

## Història
El primer assentament es va produir en l'edat del ferro, quan els faliscs es van assentar a la zona i van fundar  Falerii . Després que Roma derrotés als faliscs, es va construir una nova ciutat a 5 quilòmetres de distància de l'original, anomenada  Falerii Novi .
L'antiga ciutat abandonada va ser repoblada durant l'edat mitjana, rebent el nom de Civita Castellana per constituir una fortalesa-castell. El primer esment d'aquest nom data de 994. La ciutat es va convertir en una comuna independent en els segles posteriors, sovint disputada amb el Papat i el Sacre Imperi Romanogermànic. A principis del segle xii la ciutat va ser presa pel papa Pasqual II i Gregori XIV va donar la ciutat com a feu als Savelli.
Sixt IV va assignar la ciutat al cardenal Roderic Borja, el futur papa Alexandre VI, qui va començar la construcció de la fortalesa coneguda com la  Rocca  (Roca) i que va ser completada en temps de Juli II.
Civita Castellana es va convertir en un important nus de comunicacions amb la connexió de la Via Flaminia el 1606 i la construcció del pont  Ponte Clementino  després de la victòria francesa contra l'exèrcit napolità el 1709.

## Monuments i patrimoni
La Catedral de  Santa Maria di Pozzano , conegut com el  Duomo , és una de les edificacions més importants de la ciutat. Té un magnífic pòrtic construït el 1210 per Laurentius Romanus, el seu fill Jacobus i el seu net Cosmas. Aquest pòrtic és d'estil cosmatesc, amb antigues columnes i decoracions de mosaics. El portal dret té un rar exemple d'art figuratiu alemany de l'alta edat mitjana en què es caça un verro. L'interior va ser modernitzat al segle xviii, encara que compta amb algunes mostres d'ornamentació cosmatescos. L'altar major està fet a partir d'un sarcòfag paleocristià del segle iii o IV. També són interessants l'antiga cripta i la vella sagristia.
L'església de  Santa Chiara  té un portal renaixentista que data de 1529. L'església de  Santa Maria del Carmine  té un petit campanar del segle xii que inclou elements romans.
La  Rocca  o ciutadella va ser erigida per ordre d'Alexandre VI a partir dels dissenys d'Antonio da Sangallo el Vell, sobre fortificacions preexistents, i va ser ampliada per Juli II i Lleó X.
El  Ponte Clementino  data del segle xviii. Al municipi també es troben les ruïnes del Castell de Patern, on el 23 de gener de 1002 va morir l'emperador Otó III del Sacre Imperi Romanogermànic a l'edat de 22 anys.

## Demografia

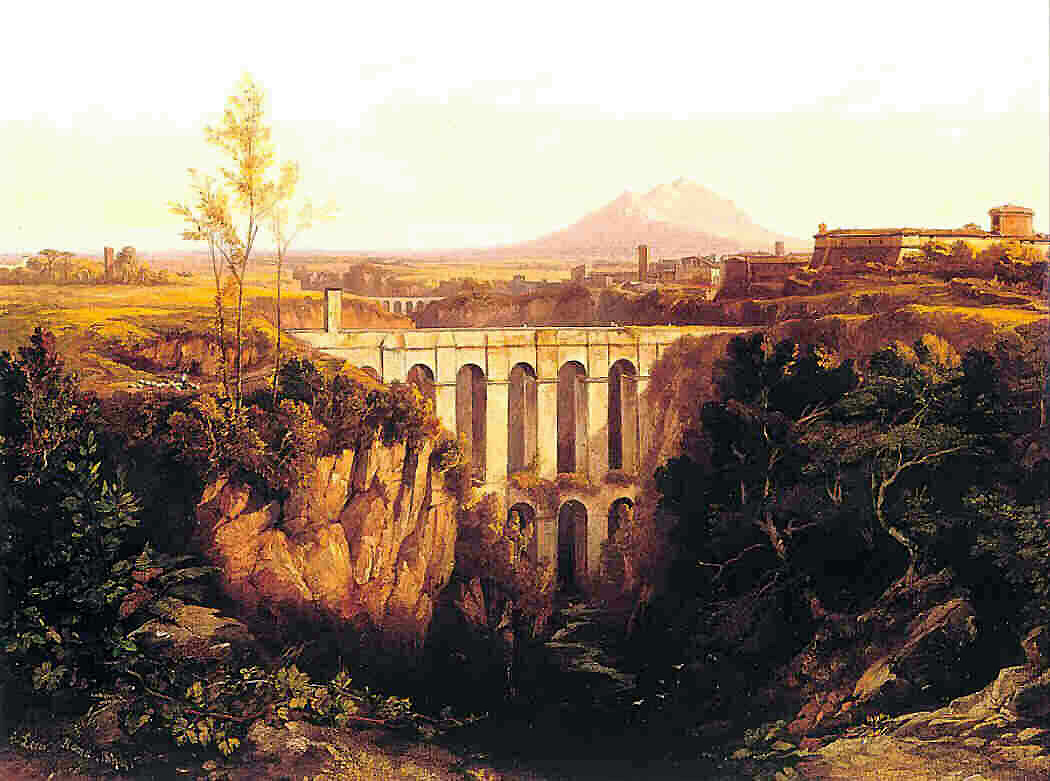
Civita Castellana pintura d'Edward Lear (1844)